# Ferchar II.
Ferchar II. (auch Ferchar Fota – deutsch: Ferchar der Lange, Ferchar Mac Feradaig – Sohn des Feradach) (* um 628 (?); † 697) war in den Jahren 695–697 König des Clans Loarn, der Nachkommen von Loarn mac Eirc, die um den Firth of Lorn siedelten, später vielleicht des ganzen irisch-schottischen Reiches Dalriada. Zuerst wurde er als Feldherr in den Annalen von Tigernach 678 erwähnt.

## Leben
Ferchar II. war Nachfolger von Domnall aus der Familie des Fergus Mór mac Erc und regierte zwei Jahre. Das Reich war in seiner Regierungszeit von Thronstreitigkeiten erschüttert und wurde von den Pikten bedroht.
Sein Nachfolger wurde für kurze Zeit Eochaid II. Noch im gleich Jahr 697 folgte ihm der Sohn Ferchars, Ainbcellach oder Aircellach. Nach zwei Enkeln Ferchars übernahm dann wieder das Geschlecht Fergus die Thronfolge.